# Sabaton
Sabaton je švedska power metal skupina iz mesta Falun, ki jo je leta 1999 ustanovil Joakim Brodén. Glavna tema njihovih besedil so vojna in zgodovinske bitke. Njihov zadnji album The Great War se je na Švedskem in v Nemčiji uvrstil na prvo mesto glasbenih lestvic.

## Diskografija
- Primo Victoria (2005)
- Attero Dominatus (2006)
- Metalizer (2007)
- The Art of War (2008)
- Coat of Arms (2010)
- Carolus Rex (2012)
- Heroes (2014)
- The Last Stand (2016)
- The Great War (2019)
- The War to End All Wars (2022)